# Paul Olberg

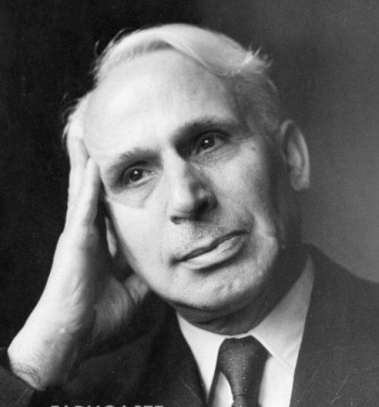
Paul Olberg

Paul Olberg (ursprünglich Hirsch Schmuschkowitz; * 22. November 1878 in Jakobstadt, Gouvernement Kurland; † 4. Mai 1960 in Stockholm) war ein livländischer Menschewik aus Jakobstadt (heute Jēkabpils). In den 1920er Jahren war er in Berlin tätig, wohin er nach der Oktoberrevolution 1917 aus Russland geflohen war, unter anderem als Korrespondent des schwedischen Social-Demokraten. Nach 1933 hielt er sich als politischer Flüchtling in Stockholm auf.
Sein älterer Sohn Valentin Olberg wurde 1936 im ersten Moskauer Schauprozess zum Tode verurteilt, sein jüngerer Sohn Paul im selben Jahr ebenfalls vom NKWD erschossen.

## Werke
- Briefe aus Sowjet-Russland. J.H.W. Dietz Nachf., 1919
- Entwicklung der revolutionären und sozialistischen Bewegung in Rußland. In: Ignaz Jezower (Hrsg.): Die Befreiung der Menschheit. Freiheitsideen in Vergangenheit und Gegenwart. Bong, Berlin 1921
- Die Bauernrevolution in Russland. Die alte und die neue Politik Sowjet-Russlands. Verlag von C. L. Hirschfeld, Leipzig 1922
- Die rote Gewerkschafts-Internationale und die europäischen Gewerkschafts-Bewegung. Verlagsgesellschaft des Deutschen Metallarbeiter-Verbandes, Stuttgart 1930
- Die Tragödie des Baltikums. Die Annexion der freien Republiken Estland, Lettland und Litauen. Europa-Verlag, Zürich-New York 1941 (Erschienen im berühmten Exil-Verlag Emil Oprechts.)
- Det moderna Egyptet i det andra världskriget. Stockholm: Bokforlaget Natur och Kultur 1943
- Antisemitism i Sovjet. Swedish Judaica. Natur och Kultur, Stockholm 1953